# David Nalbandian
David Nalbandian (Unquillo, Córdoba, Argentína; 1982. január 1. –) argentin hivatásos teniszező. Eddigi karrierje során 9 ATP-tornagyőzelmet szerzett, amik közül a legjelentősebb a 2005-ös Tennis Masters Cup megnyerése, a döntőben Roger Federert győzte le. Legjobb eredménye Grand Slam-tornákon a 2002-es wimbledoni döntő, ahol vereséget szenvedett Lleyton Hewittól. Federer, Rafael Nadal, Novak Đoković és Marat Szafin mellett ő az ötödik aktív teniszező, akinek már mind a négy Grand Slamen sikerült az elődöntőig jutnia.

## ATP-döntői

### Egyéni

#### Győzelmei (10)
| Összesítés                                            | Összesítés |
| ----------------------------------------------------- | ---------- |
| Grand Slam-torna                                      | (0)        |
| ATP World Tour Masters 1000 / ATP Masters Series      | (2)        |
| ATP World Tour 500 Series / International Series Gold | (0)        |
| ATP World Tour 250 Series / International Series      | (8)        |
| ATP World Tour Finals / Tennis Masters Cup            | (1)        |

|    | Dátum              | Torna                         | Borítás          | Ellenfél a döntőben         | Eredmény a döntőben               |
| 1  | 2002. április 8.   | Estoril Open, Estoril         | Salak            | Jarkko Nieminen             | 6-4, 7-6(5)                       |
| 2  | 2002. október 21.  | Davidoff Swiss Indoors, Bázel | Kemény (fedett)  | Fernando González Ciuffardi | 6-4, 6-3, 6-2                     |
| 3  | 2005. április 25.  | BMW Open, München             | Salak            | Andrei Pavel                | 6-4, 6-1                          |
| 4  | 2005. november 14. | Tennis Masters Cup, Sanghaj   | Szőnyeg (fedett) | Roger Federer               | 6-7(4), 6-7(11), 6-2, 6-1, 7-6(3) |
| 5  | 2006. május 1.     | Estoril Open, Estoril         | Salak            | Nyikolaj Davigyenko         | 6-3, 6-4                          |
| 6  | 2007. október 15.  | Madrid Masters, Madrid        | Kemény (fedett)  | Roger Federer               | 1-6, 6-3, 6-3                     |
| 7  | 2007. november 4.  | Paris Masters, Párizs         | Szőnyeg (fedett) | Rafael Nadal                | 6-4, 6-0                          |
| 8  | 2008. február 24.  | Copa Telmex, Buenos Aires     | Salak            | José Acasuso                | 3-6, 7-6(5), 6-4                  |
| 9  | 2008. október 12.  | Stockholm Open, Stockholm     | Kemény (fedett)  | Robin Söderling             | 6-2, 5-7, 6-3                     |
| 10 | 2009. január 17.   | Sydney                        | Kemény           | Jarkko Nieminen             | 6–3, 6–7(9), 6–2                  |

#### Elvesztett döntői (10)
|    | Dátum               | Torna                                         | Borítás          | Ellenfél a döntőben | Eredmény a döntőben     |
| 1  | 2001. október 1.    | Campionati Internazionali Di Sicilia, Palermo | Salak            | Félix Mantilla      | 6-7(2), 4-6             |
| 2  | 2002. július 8.     | Wimbledon, Wimbledon                          | Fű               | Lleyton Hewitt      | 1-6, 3-6, 2-6           |
| 3  | 2003. augusztus 11. | Canada Masters, Toronto                       | Kemény           | Andy Roddick        | 1-6, 3-6                |
| 4  | 2003. október 27.   | Davidoff Swiss Indoors, Bázel                 | Kemény (fedett)  | Guillermo Coria     | visszalépett            |
| 5  | 2004. május 10.     | Rome Masters, Róma                            | Salak            | Carlos Moyà         | 3-6, 3-6, 1-6           |
| 6  | 2004. október 25.   | Madrid Masters, Madrid                        | Kemény (fedett)  | Marat Szafin        | 2-6, 4-6, 3-6           |
| 7  | 2004. november 1.   | Davidoff Swiss Indoors, Bázel                 | Kemény (fedett)  | Jiří Novak          | 7-5, 3-6, 4-6, 6-1, 2-6 |
| 8  | 2008. március 1.    | Abierto Mexicano Telcel, Acapulco             | Salak            | Nicolás Almagro     | 1-6, 6-7(1)             |
| 9  | 2008. október 20.   | Davidoff Swiss Indoors, Bázel                 | Kemény (fedett)  | Roger Federer       | 3-6, 4-6                |
| 10 | 2008. október 27.   | Paris Masters, Párizs                         | Szőnyeg (fedett) | Jo-Wilfried Tsonga  | 3-6, 6-4, 4-6           |

### Páros

#### Elvesztett döntői (1)
|   | Dátum             | Torna                     | Borítás | Ellenfelek a döntőben | Partner                         | Eredmény a döntőben |
| 1 | 2003. február 17. | Copa Telmex, Buenos Aires | Salak   | Lucas Arnold Ker      | Mariano Hood / Sebastian Prieto | 2-6, 2-6            |

## Eredményei Grand Slam-tornákon
| Grand Slam | Australian Open | Australian Open     | Roland Garros | Roland Garros       | Wimbledon | Wimbledon         | US Open   | US Open             |
| Év         | Eredmény        | Utolsó ellenfél     | Eredmény      | Utolsó ellenfél     | Eredmény  | Utolsó ellenfél   | Eredmény  | Utolsó ellenfél     |
| 2001       | -               | -                   | -             | -                   | -         | -                 | 3.kör     | Nyikolaj Davigyenko |
| 2002       | 2.kör           | Wayne Ferreira      | 3.kör         | Marat Szafin        | Döntő     | Lleyton Hewitt    | 1.kör     | Sargis Sargsian     |
| 2003       | 1/4 döntő       | Rainer Schüttler    | 2.kör         | Nicolas Coutelot    | 4.kör     | Tim Henman        | Elődöntő  | Andy Roddick        |
| 2004       | 1/4 döntő       | Roger Federer       | Elődöntő      | Gastón Gaudio       | -         | -                 | 2.kör     | Mihail Juzsnij      |
| 2005       | 1/4 döntő       | Lleyton Hewitt      | 4.kör         | Victor Hanescu      | 1/4 döntő | Thomas Johansson  | 1/4 döntő | Roger Federer       |
| 2006       | Elődöntő        | Márkosz Pagdatísz   | Elődöntő      | Roger Federer       | 3.kör     | Fernando Verdasco | 2.kör     | Marat Szafin        |
| 2007       | 4.kör           | Tommy Haas          | 4.kör         | Nyikolaj Davigyenko | 3.kör     | Márkosz Pagdatísz | 3.kör     | David Ferrer        |
| 2008       | 3.kör           | Juan Carlos Ferrero | 2.kör         | Jérémy Chardy       | 1.kör     | Frank Dancevic    | 3.kör     | Gael Monfils        |
| 2009       | 2.kör           | Yen-Hsun Lu         | -             | -                   | -         | -                 | -         | -                   |

## Év végi világranglista-helyezései
| Év       | 1998 | 1999 | 2000 | 2001 | 2002 | 2003 | 2004 | 2005 | 2006 | 2007 | 2008 |
| Helyezés | 1324 | 532  | 245  | 47   | 12   | 8    | 9    | 6    | 8    | 9    | 11   |